# Erqueïnis
Els erqueïnis (Ercheiini) són una tribu de lepidòpters ditrisis de la família dels erèbids (Erebidae), subfamília Erebinae.

## Taxonomia
La tribu pot estar més estretament relacionada amb la tribu Hulodini, també dins d'Erebinae.

## Gèneres
- Anophiodes
- Ercheia